# Генріх Прусський (1726—1802)

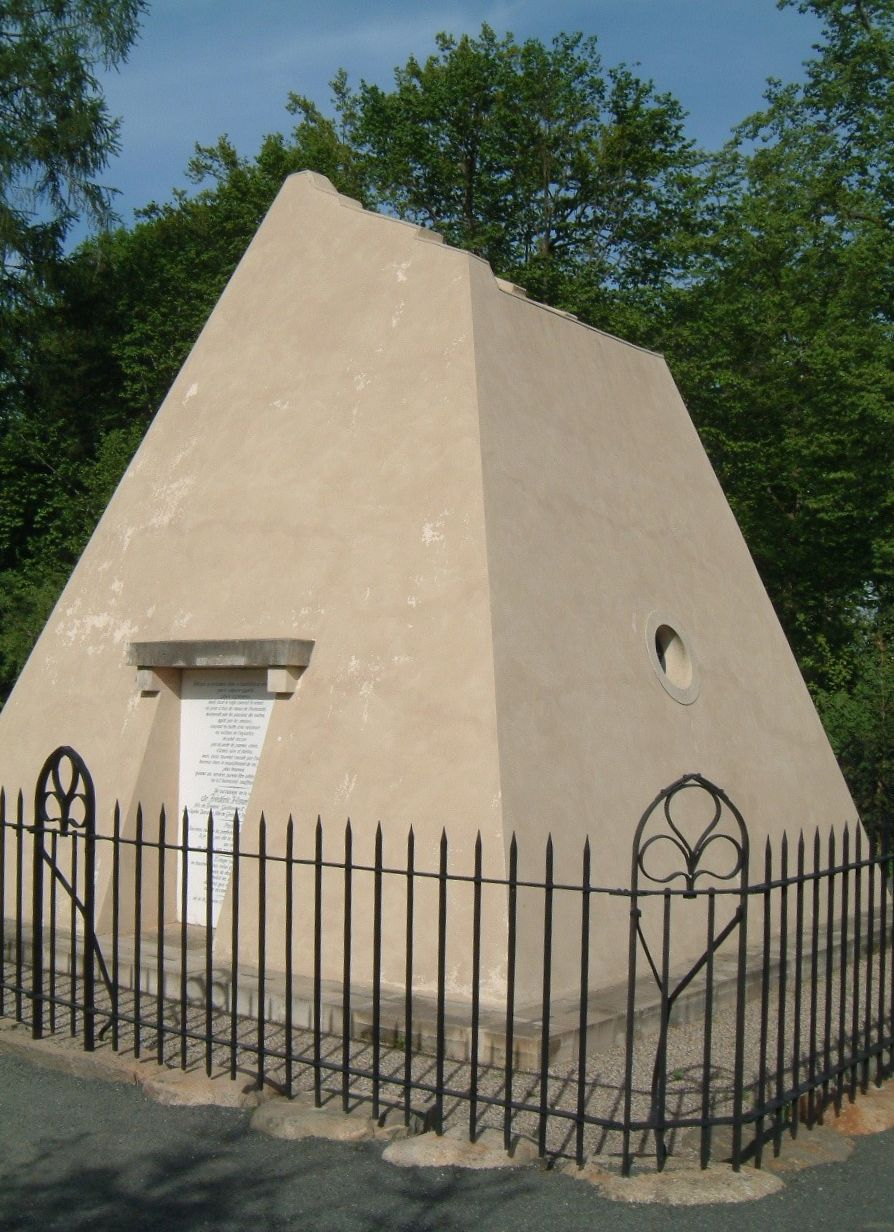
Гробниця Генріха Пруського

Фрідріх Генріх Людвіг Прусський (нім. Friedrich Heinrich Ludwig von Preußen 18 січня 1726,Берлін— 3 серпня 1802,Рейнсберг) — принц і воєначальник Прусського королівства, молодший брат Фрідріха Великого, один з видатних полководців XVIII століття, кандидат в монархи Сполучених Штатів (1786).

## Біографія
Передостанній із 14 дітей (5-й з 6 синів) «короля-солдата» Фрідріха Вільгельма I і Софії Доротеї Ганноверської. З отроцтва прилучався до солдатської науки під керівництвом наставника — полковника фон Штилє. У 14 років — вже полковник, брав участь у битві при Хотузіці в Першій Сілезькій війні, поки, в якості ад'ютанта. У травні 1744 року одержав, нарешті, дозвіл командувати своїм 35-м піхотним полком, командиром якого доти був лише номінально.
Учасник Другої сілезької війни, де зміг виправдати очікування брата, відзначившись при Гогенфрідберзі і ар'єргардному бою при Траутенау. Ледь не потрапив в полон під Табором. Захворівши віспою, змушений залишити діючу армію до закінчення війни. З 1745 року — генерал-майор.
З початком Семирічної війни Генріх очолив одну з колон армії вторгнення в Саксонію. У лютому 1757 отримав звання генерал-лейтенанта. Відзначився в битві під Прагою, очоливши загін, який обійшов австрійські позиції і атакував їх з тилу. Це обхідний рух став одним з вирішальних моментів битви. За розповідями, під час цього обходу, коли солдати Генріха зупинилися перед потоком, що перегороджував їм шлях, не наважуючись увійти в воду, Генріх першим, спішившись, увійшов в нього, ледь, через свій малий зріст, не пішовши з головою під воду, і вибрався на інший берег, переконавши своїх солдатів особистим прикладом. Учасник битви при Коліні, під час відступу з Сілезії відзначився в ар'єргардному бою при Ляйтмеріце, при Росбасі очолив праве крило прусської армії.
У 1758—1759 роках командує окремою армією в Саксонії, діючи проти австрійців, французів і імперської армії. Майстерно маневруючи, змушує противника залишити Брауншвейг. В кінці 1759 розбив два австрійських корпуси в Саксонії — при Хойерсверді 25 вересня і при Претчі 29 жовтня. У 1760 році командує прусською армією в Сілезії, з 1761 року — знову в Саксонії, де в 1762 року виграє останній бій Семирічної війни — битва при Фрайберзі.
Після закінчення війни залучається Фрідріхом до виконання ряду важливих дипломатичних місій, перед першим розділом Речі Посполитої, зокрема, відвідує Санкт-Петербург, де під його покої було відведено Воронцовський палац. Заслуга Генріха в досягненні угоди з приводу першого поділу Речі Посполитої відзначається Катериною II в особистому листі до принца.
У 1778 році, під час Війни за баварську спадщину, знову на чолі армії. Піддається критиці за пасивність з боку Фрідріха.
Постійно перебуваючи в тіні брата, Генріх протягом усього життя перебував в пошуках корони для себе, сподіваючись, таким чином, отримати довгоочікувану незалежність. Однак з усіх планів (двічі він намагався стати королем Польщі, а також, королем Валахії (це держава існувала лише в проекті) і, нарешті, британським намісником в Америці) нічого не вийшло. Не здійснилася і надія Генріха зайняти більш високе положення в Пруссії за спадкоємця Фрідріха. Лише при Фрідріху Вільгельму III, який правив з 1797 року його вплив при дворі дещо зростає.

## Відносини з братами

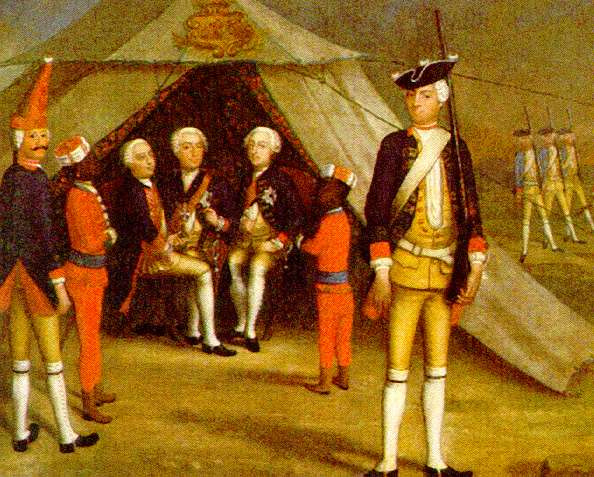
Три принци (Фрідріх, Август Вільгельм і Генріх) в польовому таборі

З царственим братом його пов'язували складні відносини: вони рідко зустрічалися в інтимному колі, Генріх був більше прив'язаний до іншого свого брата, Августа Вільгельма (1722—1758), в ранній смерті якого він звинувачував Фрідріха і його фаворита фон Вінтерфельда. Під час Семирічної війни і пізніше навколо Генріха групувалися критики Фрідріха (Ретц, Беренхорст, Калькройт та інші). Він і сам неодноразово виступав з критикою старшого брата, в тому числі, друкованої, під псевдонімом Maréchal Gessler. Наскільки Фрідріх був схильний ризикувати, при першій-ліпшій можливості намагався закінчити справу вирішальною битвою, настільки брат його був розважливий, уникав марного кровопролиття, був майстром маневрування, «стратегії змору». Свою першу і єдину битву Генріх дав в самому кінці Семирічної війни і виграв її переконливо і з (відносно) малими втратами. У 1764 році, після закінчення війни, Фрідріх всерйоз, однак, і з домішкою частки іронії, офіційно іменував Генріха «полководцем, що ніколи не помиляється». У той же час, не варто перебільшувати відмінностей між братами, в рішучі моменти і той і інший завжди виступали спільно, представляючи єдиний, «сімейний» інтерес: у 1759 році Генріх багато зробив для полегшення становища Фрідріха, який зазнав страшної поразки при Кунерсдорфі, в наступному, 1760 році, Фрідріх поспішає на допомогу братові, ризикуючи при цьому потрапити у пастку при Лігніці.

## Приватне життя

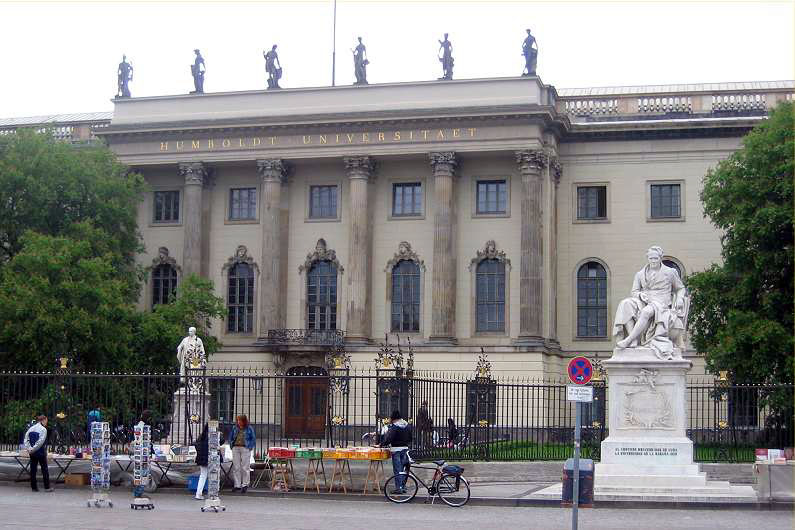
Колишній палац принца Генріха в Берліні

«Непоказної зовнішності, начисто позбавлений зовнішньої чарівності. Від природи холодний і мовчазний, тим не менш, може час від часу справити приємне враження жвавістю своєї промови», — характеризував Генріха англієць Н. Рексол.
У 1752 році принц Генріх одружився з принцесою Вільгельміною Гессен-Кассельською, але подружніх відносин не підтримував. Дітей у них не було. У той же час широкого розголосу отримали інтимні зв'язки Генріха з чоловіками — майором Капхенгстом, актором Бленвіля, французьким графом Ларош-Емоном.
З 1744 року основною резиденцією Генріха служив Рейнсберзький палац в 100 км від Берліну, подарований йому братом. Тут він звів храм Дружби, прикрашений французькими написами на славу своїх улюбленців. Принц Генріх, що віддавав перевагу висловлюватися французькою і мав репутацію франкофіла, після початку Французької революції оточив себе знатними французькими емігрантами. Рейнсберзький придворний театр регулярно ставив комічні опери французькою мовою; концертмейстерами його двору служили композитори Саломон і Шульц.
Свій палац був у Генріха і в столиці, на Унтер-ден-Лінден ; нині це головна будівля Університету імені Гумбольдта. Переживши брата на 16 років, він помер в Рейнсберзі, де і був похований в пірамідальній гробниці.